# Гінцовці
Гінцовце (словац. Hincovce) — село в окрузі Спішска Нова Вес Кошицького краю Словаччини. Площа села 6,49 км². Станом на 31 грудня 2015 року в селі проживало 233 жителі.

## Історія
Перші згадки про Гінцовце датуються 1320 роком.

## Населення
| Рік:            | 1994. | 2004.   | 2014.   | 2024.    |
| --------------- | ----- | ------- | ------- | -------- |
| Кількість осіб: | 207   | 207     | 223     | 266      |
| Різниця:        |       | +1,42 % | +7,72 % | +19,28 % |

| Рік:            | 2023. | 2024.   |
| --------------- | ----- | ------- |
| Кількість осіб: | 267   | 266     |
| Різниця:        |       | -0,37 % |